# Lada Zadonskaja
Lada Igorevna Zadonskaya (Russisch: Лада Игоревна Задонская) (7 april 1986) is een schaatsster uit Rusland. 
Zadonskaya is getrouwd met de Russische schaatser Sergej Grjaztsov.
Zij studeerde aan de Russische Staatsuniversiteit voor Lichamelijke Opvoeding, Sport, Jeugd en Toerisme in Moskou.

## Persoonlijke records[4]
| Afstand      | Tijd     | Datum            | Baan           |
| ------------ | -------- | ---------------- | -------------- |
| 500 meter    | 41,41    | 22 december 2011 | Moskou         |
| 1000 meter   | 1.21,68  | 11 januari 2007  | Kolomna        |
| 1500 meter   | 2.03,63  | 10 november 2012 | Kolomna        |
| 3000 meter   | 4.11,54  | 15 november 2013 | Salt Lake City |
| 5000 meter   | 7.14,91  | 20 oktober 2013  | Kolomna        |
| 10.000 meter | 16.35,81 | 19 januari 2012  | Moskou         |

## Resultaten
| Jaar | WK Allround             |
| ---- | ----------------------- |
| 2006 | NC24 (24e, 23e, 24e, -) |

(#, #, #, #) = afstandspositie op allroundtoernooi (500m, 3000m, 1500m, 5000m).
NC24 = niet gekwalificeerd voor de laatste afstand, maar wel als 24e geklasseerd in de eindrangschikking